# 2035
Năm 2035 (số La Mã: MMXXXV). Trong lịch Gregory, nó sẽ là năm thứ 2035 của Công nguyên hay của Anno Domini; năm thứ 35 của thiên niên kỷ 3 và của thế kỷ 21; và năm thứ sáu của thập niên 2030.